# 池端町 (名古屋市)

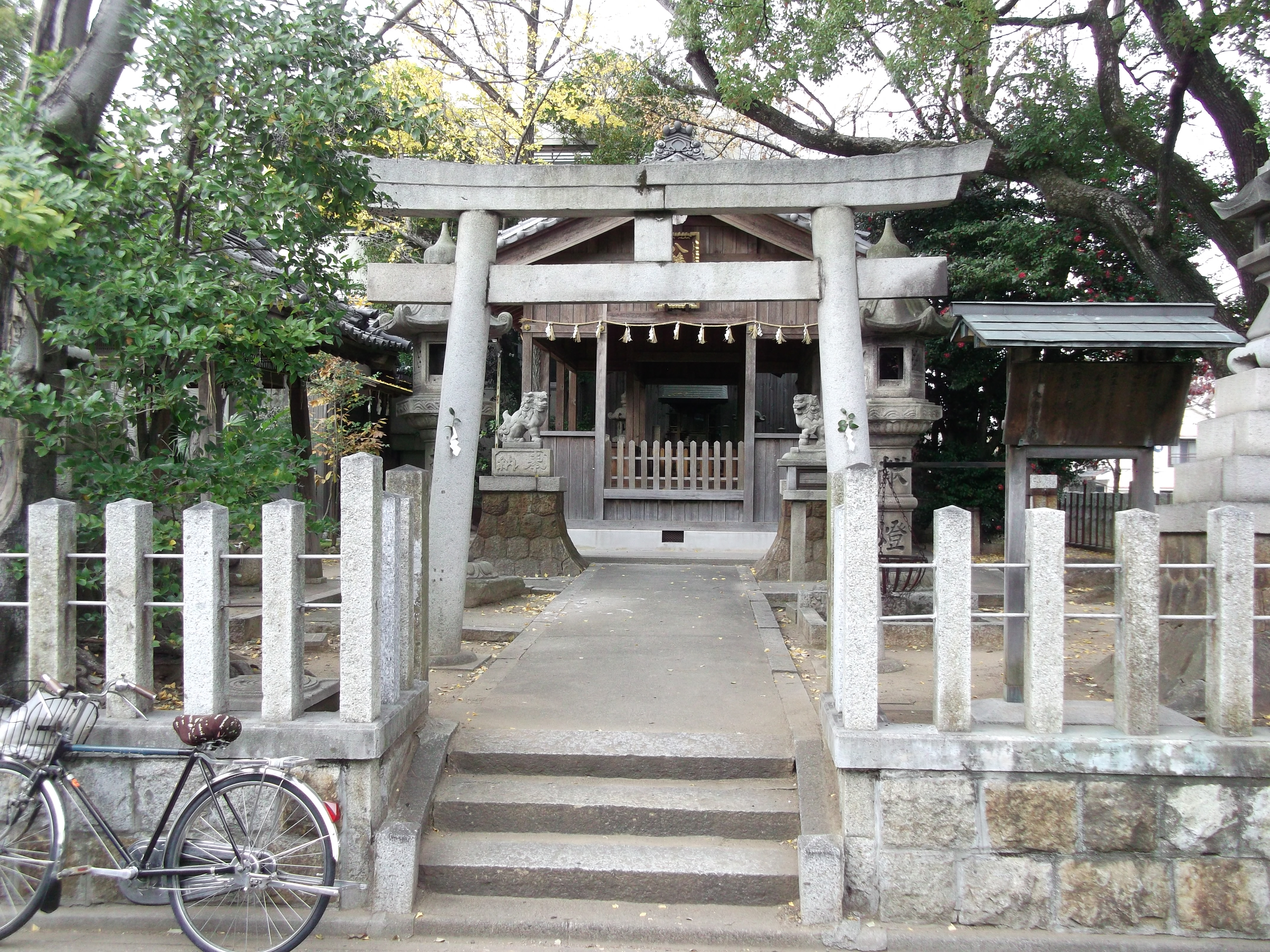
八幡神社（2013年12月）

池端町（いけばたちょう）は、愛知県名古屋市昭和区の地名。現行行政地名は池端町1丁目及び池端町2丁目。住居表示未実施。

## 地理
名古屋市昭和区南西部に位置する。東は桜山町、西は広池町・出口町に接する。

## 歴史

### 町名の由来
耕地整理により埋め立てられた広見池の東端にあたることによるという。

### 沿革
- 1927年（昭和2年）6月20日 - 中区御器所町・広路町の各一部により、同区池端町として成立[1]。
- 1931年（昭和6年）4月1日 - 御器所町の一部を編入する[1]。
- 1937年（昭和12年）10月1日 - 昭和区成立に伴い、同区池端町となる[1]。

## 世帯数と人口
2019年（平成31年）1月1日現在の世帯数と人口は以下の通りである。
| 町丁   | 世帯数  | 人口  |
| ------ | ------- | ----- |
| 池端町 | 155世帯 | 295人 |

## 学区
市立小・中学校に通う場合、学校等は以下の通りとなる。また、公立高等学校に通う場合の学区は以下の通りとなる。
| 番・番地等 | 小学校                 | 中学校               | 高等学校 |
| ---------- | ---------------------- | -------------------- | -------- |
| 全域       | 名古屋市立御器所小学校 | 名古屋市立桜山中学校 | 尾張学区 |

## 施設
- 名古屋市立桜山中学校[8]
- 八幡神社[7]

## その他

### 日本郵便
- 郵便番号 : 466-0043[4]（集配局：昭和郵便局[11]）。